# Polinomios de Gegenbauer

Animación que muestra los polinomios en el plano xα para los primeros 4 valores de n

En matemáticas, los polinomios de Gegenbauer o polinomios ultraesféricos C(α)
n(x) son polinomios ortogonales en el intervalo [−1,1] con respecto a la función de ponderación (1 − x2)α–1/2. Generalizan los polinomios de Legendre y los polinomios de Chebyshov; y son casos especiales de los polinomios de Jacobi. Llevan el nombre de Leopold Gegenbauer.

## Caracterizaciones

Gráfico del polinomio C n^(m)(x) de Gegenbauer con n=10 y m=1 en el plano complejo de -2-2i a 2+2i con colores creados con la función de Mathematica 13.1 ComplexPlot3D

Hay disponibles varias caracterizaciones de los polinomios de Gegenbauer:
- Los polinomios se pueden definir en términos de su función generatriz (Stein y Weiss, 1971, §IV.2):

{\displaystyle {\frac {1}{(1-2xt+t^{2})^{\alpha }}}=\sum _{n=0}^{\infty }C_{n}^{(\alpha )}(x)t^{n}\qquad (0\leq |x|<1,|t|\leq 1,\alpha >0)}
- Los polinomios satisfacen la relación de recurrencia (Suetin, 2001):

{\displaystyle {\begin{aligned}C_{0}^{(\alpha )}(x)&=1\\C_{1}^{(\alpha )}(x)&=2\alpha x\\(n+1)C_{n+1}^{(\alpha )}(x)&=2(n+\alpha )xC_{n}^{(\alpha )}(x)-(n+2\alpha -1)C_{n-1}^{(\alpha )}(x).\end{aligned}}}
- Los polinomios de Gegenbauer son soluciones particulares de la ecuación diferencial de Gegenbauer (Suetin, 2001):

{\displaystyle (1-x^{2})y''-(2\alpha +1)xy'+n(n+2\alpha )y=0.\,}
Cuando α = 1/2, la ecuación se reduce a la ecuación de Legendre, y los polinomios de Gegenbauer se reducen a los polinomios de Legendre.
Cuando α = 1, la ecuación se reduce a la ecuación diferencial de Chebyshov, y los polinomios de Gegenbauer se reducen a los polinomios de Chebyshov de segunda clase.
- Se dan como una función hipergeométrica en ciertos casos donde la serie es de hecho finita:

{\displaystyle C_{n}^{(\alpha )}(z)={\frac {(2\alpha )_{n}}{n!}}\,_{2}F_{1}\left(-n,2\alpha +n;\alpha +{\frac {1}{2}};{\frac {1-z}{2}}\right).}
(Abramowitz & Stegun p. 561). Aquí (2α)n es el factorial ascendente. Explícitamente,
{\displaystyle C_{n}^{(\alpha )}(z)=\sum _{k=0}^{\lfloor n/2\rfloor }(-1)^{k}{\frac {\Gamma (n-k+\alpha )}{\Gamma (\alpha )k!(n-2k)!}}(2z)^{n-2k}.}
- Son casos especiales de los polinomios de Jacobi (Suetin, 2001):

{\displaystyle C_{n}^{(\alpha )}(x)={\frac {(2\alpha )_{n}}{(\alpha +{\frac {1}{2}})_{n}}}P_{n}^{(\alpha -1/2,\alpha -1/2)}(x).}
en el que {\displaystyle (\theta )_{n}} representa el factorial ascendente de {\displaystyle \theta }.
Por lo tanto también se obtiene la fórmula de Rodrigues
{\displaystyle C_{n}^{(\alpha )}(x)={\frac {(-1)^{n}}{2^{n}n!}}{\frac {\Gamma (\alpha +{\frac {1}{2}})\Gamma (n+2\alpha )}{\Gamma (2\alpha )\Gamma (\alpha +n+{\frac {1}{2}})}}(1-x^{2})^{-\alpha +1/2}{\frac {d^{n}}{dx^{n}}}\left[(1-x^{2})^{n+\alpha -1/2}\right].}

## Gráficos

Polinomios de Gegenbauer con α=1
Polinomios de Gegenbauer con α=2
Polinomios de Gegenbauer con α=3

## Ortogonalidad y normalización
Para un α fijo, los polinomios son ortogonales en [−1, 1] con respecto a la función de ponderación (Abramowitz & Stegun /página_774.htm pág. 774)
{\displaystyle w(z)=\left(1-z^{2}\right)^{\alpha -{\frac {1}{2}}}.}
A saber, para n ≠ m,
{\displaystyle \int _{-1}^{1}C_{n}^{(\alpha )}(x)C_{m}^{(\alpha )}(x)(1-x^{2})^{\alpha -{\frac {1}{2}}}\,dx=0.}
son normalizados por
{\displaystyle \int _{-1}^{1}\left[C_{n}^{(\alpha )}(x)\right]^{2}(1-x^{2})^{\alpha -{\frac {1}{2}}}\,dx={\frac {\pi 2^{1-2\alpha }\Gamma (n+2\alpha )}{n!(n+\alpha )[\Gamma (\alpha )]^{2}}}.}

## Aplicaciones
Los polinomios de Gegenbauer aparecen naturalmente como extensiones de los polinomios de Legendre en el contexto de la teoría del potencial y del análisis armónico. El potencial newtoniano en Rn tiene la expansión, válida con α = (n − 2)/2,
{\displaystyle {\frac {1}{|\mathbf {x} -\mathbf {y} |^{n-2}}}=\sum _{k=0}^{\infty }{\frac {|\mathbf {x} |^{k}}{|\mathbf {y} |^{k+n-2}}}C_{k}^{(\alpha )}({\frac {\mathbf {x} \cdot \mathbf {y} }{|\mathbf {x} ||\mathbf {y} |}}).}
Cuando n = 3, esto da la expansión del polinomio de Legendre del potencial gravitatorio. Expresiones similares están disponibles para la expansión del núcleo de Poisson en una bola (Stein y Weiss, 1971).
De ello se deduce que las cantidades {\displaystyle C_{k}^{((n-2)/2)}(\mathbf {x} \cdot \mathbf {y} )} son armónicos esféricos, cuando se consideran como una función de x solamente. Son, de hecho, exactamente los armónicos esféricos zonales, hasta una constante de normalización.
Los polinomios de Gegenbauer también aparecen en la teoría de funciones definidas positivas.
La desigualdad de Askey-Gasper se lee como
{\displaystyle \sum _{j=0}^{n}{\frac {C_{j}^{\alpha }(x)}{2\alpha +j-1 \choose j}}\geq 0\qquad (x\geq -1,\,\alpha \geq 1/4).}
En métodos espectrales para resolver ecuaciones diferenciales, si una función se expande en base a los polinomios de Chebyshov y su derivada se representa en una base de Gegenbauer/ultraesférica, entonces el operador derivado se convierte en una matriz diagonal, lo que lleva a métodos de matriz banda rápidos para problemas grandes.